# Nan Chao
Nan Chao o Nanchao (transcripció xinesa moderna Nanzhao, xinès tradicional: 南詔; xinès simplificat: 南诏; pinyin: Nánzhāo; tibetà Jang) fou un regne dels thais i bais que va florir a l'Àsia oriental a partir del segle viii a les terres de la moderna província de Yunnan, a la Xina.

## Història
Les tribus bais es van establir a l'entorn de llac Erhai. Les principals ètnies que formaven el regne eren els bais i els yi. Alguns historiadors suggereixen que la majoria de la població era bai i l'élite yi. La capital es va establir a Taihe a la vall de l'Erhai, lloc fàcil de defensar i al mig d'una comarca molt fèrtil.

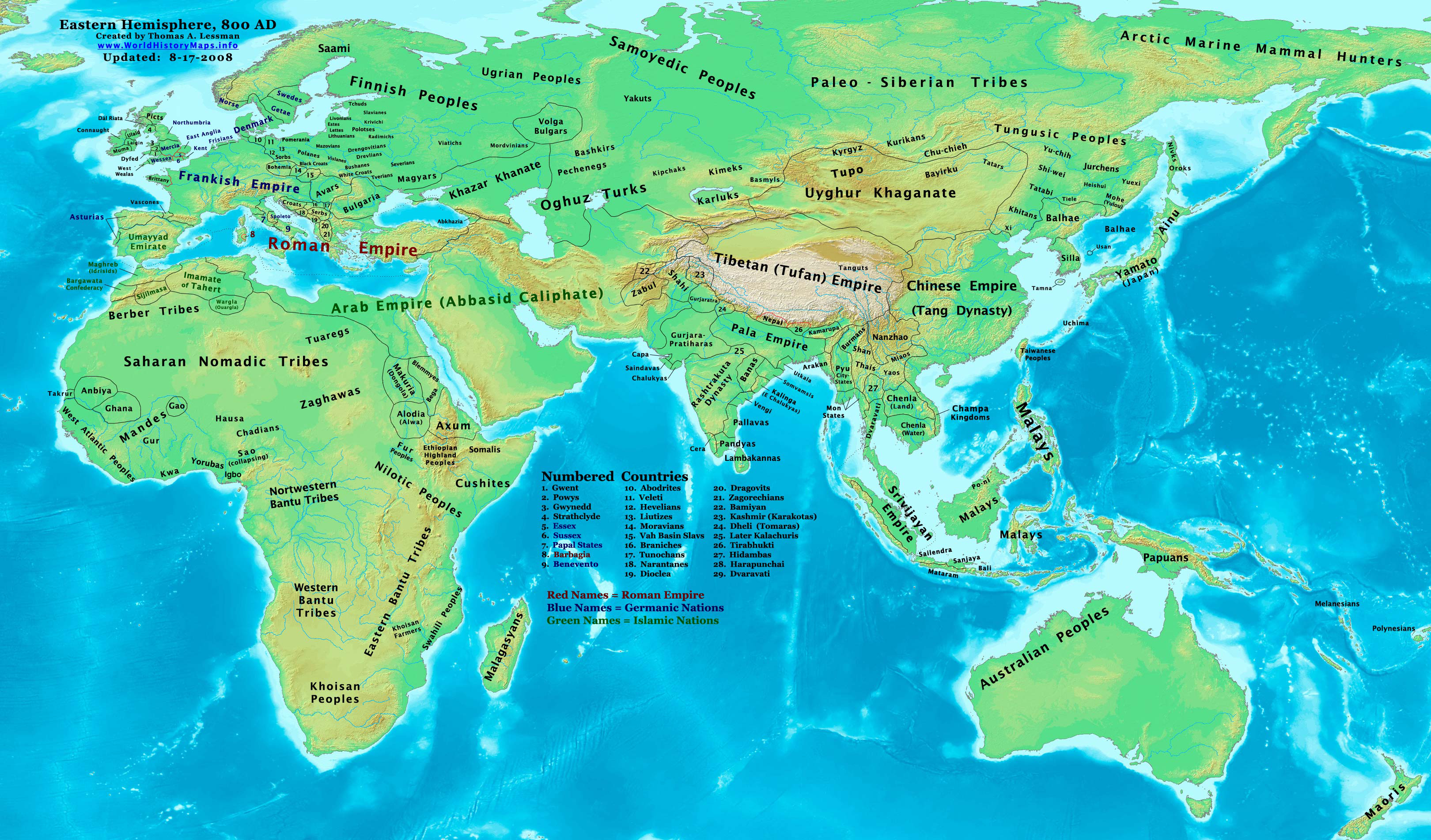
Àsia el 800, amb Nan Chao i els seus veïns

Eren sis tribus principals, cadascuna de les quals va formar el seu regne o zhao (chao): Mengshe (蒙舍), Mengsui (蒙嶲), Langqiong (浪穹), Dengtan (邆賧), Shilang (施浪), i Yuexi (越析). El 649 el rei dels mengshe, Xinuluo (細奴邏), va fundar un nou regne a l'àrea i el va anomenar Damengguo (大蒙國). Vers el 680 les tribus van quedar sota domini dels tibetans fins al 703. El 737, amb el suport de la dinastia Tang, P'i-Lo-Ko (Piluoge) va unir els sis zhaos i va establir un nou regne, el Nan Chao o Nanzhao (Regne del Sud). Devia quedar sota influència de la dinastia Tang de la Xina contra la que es va revoltar el 750 amb ajut tibetà. Els Tang van enviar un exèrcit (751) que fou derrotat a Xiaguan al mateix moment que els xinesos eren derrotats pels àrabs a la batalla del Talas a l'Àsia central. La Cova dels Generals a 2 km a l'oest de Xiaguan, i la Tomba dels Deu Mil Soldats al parc Tianbao recorden la massacra. El 754 es va enviar un nou exèrcit xinès des del nord que també fou rebutjat.
Nan Chao es va expandir cap al que avui és Birmània i cap a la resta del Yunnan, nord de Laos i Thailàndia i al nord de Sichuan. El 794 va expulsar els tibetans. El 829 va conquerir Chengdu el que permetia al regne dominar tot el Sichuan i els seus camps fèrtils. Els xinesos no van tardar a contraatacar.
El 873 va perdre Sichuan i es va haver de replegar cap a Yunnan. En endavant va començar la decadència. La primera dinastia fou enderrocada el 902 i van seguir tres dinasties més en pocs anys fins que el 937 Duan Siping va fundar la dinastia de Dali (大理 pinyin: Dàlǐ) que va donar nom al Regne de Dali i que va tenir 22 reis fins a l'any 1253 quan fou enderrocada per Möngke, gran kan de l'Imperi Mongol. El nom fou canviat a Dazhong el 1099 quan el rei Duan Zhengming, que era un titella a les mans de Gao Shentai, el va obligar a abdicar i fer-se monjo. Gao Shentai va ocupar el tron; a la seva mort (1105) l'estat va retornar a la dinastia Duan, que van rebatejar al país com Hou Li (Dali Posteriors) el 1106.
En la guerra entre els mongols i la dinastia Song de la Xina, el gran kan Mongke va ordenar al seu germà Kubilai d'atacar de front; abans de fer-ho Kubilai va decidir que els rodejaria i amb la cooperació del general Quriyangqatai (en persa Ouriyanqadai) fill del general Subotai, va sortir de Shensi (octubre del 1252), va travessar el Sichuan i va entrar al Yunnan, al Nan Chao o Dali (Ta-li) com s'anomenava en xinès, habitat per la raça lo-lo (bai o thai). Kubilai va ocupar la capital del regne, Chan-chan (Yu-nan-fu o potser Ping ting hiang) on s'havia refugiat el rei, que els xinesos anomenaven Tuan Hing-tche (1253). Aquest rei va poder restar al tron com a maharajà, però amb un administrador mongol al seu costat, càrrec que va recaure en el xinès pro mongol Lieu Che-tchong; el país fou dividit en districtes mongols confiats a prínceps Genguiskhànides entre els quals Ugetchi, fill de Kubilai, Tugluk, i Essen Timur (aquest darrer fill d'Ugetchi).
La tradició diu que tot i la superioritat militar mongola no podien trencar les defenses de la vall del Erhai, que podia ser feta amb èxit per molt poca gent; però els mongols van trobar un traïdor que els va guiar per les muntanyes Cangshan per un pas secret i només així van poder penetrar a la vall i derrotar els defensors
El 1274 el regne fou definitivament abolit i creada la província de Yunnan dins dels territoris de la dinastia Yuan (mongola) de la Xina. Part de la població va emigrar al sud i va fundar el que després fou la moderna Thailàndia.

## Religió
El país fou de religió budista theravada testimoniat per les coves tallades a la pedra i pels temples del període. Alguns erudits pensen que el budisme acarya de Nan Chao va estar relacionat amb el budisme tàntric ari de Pagan a Myanmar. El budisme fou establert per l'11è rei de la dinastia de Duan Siping; deu dels vint-i-dos reis van abdicar per fer-se monjos.

## Llista de reis
A continuació es presenta una relació cronològica dels reis:
- P'i-Lo-Ko 728-748 unificador (737)
- Shun-wu Ti 748-778
- Hsiao Heng Ti 778-808
- Hsiao Wen Ti 808-809
- Yu Ti 809-819
- Ching Wang 819-824
- Chao Ch'eng Ti 824-859
- Ching Chuang Ti 859-877
- Hsuan Wu Ti 877-897
- Hsiao Ai Ti 897-901
- Te Heng Ti 901-910
- Su Wen Ti 910-927
- Kung Hui Ti 927-928
- Tao K'ang Ti 928
- T'ai Tsu 928-937
- Wu Liao Ti 937-944
- Sheng Tzu Wen Ti 944-946
- Chih Tao Kuang 946-952
- Chih Ti 952-969
- Ying Tao Ti 969-985
- Chao Ming Ti 985-1009
- Ching Ming Ti 1009-1022
- P'ing I Ti 1022-1026
- Sheng Te Ti 1026-1041
- T'ien Ming Ti 1041-1044
- Shih Tsung 1044-1075
- Shang Te Ti 1075-1080
- Yang I-Ch'en 1080
- Shang Ming Ti 1080-1082
- Pao Ting Ti 1082-1099
- Kao Sheng T'ai 1099-1105
- Chung Tsung 1105-1108
- Hsien Tsung 1108-1147
- Ching Tsung 1147-1171
- Hsuan Tsung 1171-1200
- Heng T'ien Ti 1200-1205
- Shen Tsung 1205-1238
- Hsiao I Ti. 1238-1251
- Tuan Hsing-Chih 1251-1253
- vassall mongol 1253-1274